# Histioea imaon
Histioea imaon är en fjärilsart som beskrevs av George Francis Hampson 1898. Histioea imaon ingår i släktet Histioea och familjen björnspinnare. Inga underarter finns listade i Catalogue of Life.